# Henry Amike
Henry Amike  (né le 4 octobre 1961) est un athlète nigérian, spécialiste du 400 m haies.

## Biographie
Lors des Championnats du monde de Rome il établit le temps de 48 s 50 en demi-finale, record national qui tient jusqu'en 2022.

### Palmarès
| Date | Compétition                | Lieu        | Résultat | Épreuve     |
| ---- | -------------------------- | ----------- | -------- | ----------- |
| 1984 | Jeux olympiques            | Los Angeles | 8e       | 400 m haies |
| 1984 | Championnats d'Afrique     | Rabat       | 2e       | 400 m haies |
| 1984 | Championnats d'Afrique     | Rabat       | 2e       | 4 × 400 m   |
| 1985 | Universiade                | Kobe        | 2e       | 400 m haies |
| 1985 | Championnats d'Afrique     | Le Caire    | 2e       | 400 m haies |
| 1985 | Championnats d'Afrique     | Le Caire    | 2e       | 4 × 400 m   |
| 1987 | Championnats du monde      | Rome        | 6e       | 400 m haies |
| 1987 | Jeux africains             | Nairobi     | 3e       | 400 m haies |
| 1987 | Jeux africains             | Nairobi     | 1er      | 4 x 400 m   |
| 1988 | Championnats d'Afrique     | Annaba      | 2e       | 400 m haies |
| 1988 | Jeux olympiques            | Séoul       | 7e       | 4 x 400 m   |
| 1989 | Championnats d'Afrique     | Lagos       | 1er      | 400 m haies |
| 1989 | Coupe du monde des nations | Barcelone   | 2e       | 400 m haies |

### Records
| Épreuve     | Performance | Lieu | Date         |
| ----------- | ----------- | ---- | ------------ |
| 400 m haies | 48 s 50     | Rome | 31 août 1987 |